# I successi di Mia Martini
I successi di Mia Martini è un album raccolta di Mia Martini, pubblicato nel 1995 dalla BMG Ricordi.

## Tracce
1. Padre davvero...
2. Gesù è mio fratello
3. La vergine il mare
4. Lacrime di marzo
5. Amore... amore... un corno!
6. Io donna io persona
7. Oltre la collina
8. Tesoro, ma è vero
9. Che vuoi che sia... se t'ho aspettato tanto
10. Se mi sfiori